# Système de santé du Burundi
Le système de santé du Burundi est structuré selon une organisation pyramidale comprenant des niveaux central, intermédiaire et périphérique. Il est coordonné par le ministère de la Santé publique et de la Lutte contre le Sida (MSPLS) avec pour objectif de garantir l’accès aux soins pour l’ensemble de la population. Malgré des progrès, le pays fait face à des défis significatifs liés aux maladies transmissibles, à la santé maternelle et infantile ainsi qu'à la disponibilité des infrastructures et du personnel médical.

## Organisation du système de santé
Le système de santé du Burundi est structuré de manière pyramidale et comprend plusieurs niveaux :
- Niveau central : le niveau central est responsable de la formulation des politiques de santé, de la planification stratégique et de la coordination des partenaires internationaux. Il assure également la régulation et le suivi des programmes de santé publique[1].
- Niveau intermédiaire : ce niveau regroupe les bureaux provinciaux de la santé (BPS), qui assurent la supervision et la coordination des activités sanitaires dans chaque province[1].
- Niveau périphérique : il comprend les hôpitaux de district et les centres de santé communautaires, qui fournissent des soins de santé de base, des vaccinations et des services curatifs et préventifs. Chaque district sanitaire est doté d’un hôpital de district qui sert de structure de référence pour les cas nécessitant des soins spécialisés.

## Infrastructures de santé
Selon le ministère de la Santé publique, le Burundi dispose de :
- 735 centres de santé (dont 63 % sont publics)
- 48 hôpitaux fonctionnels (43 hôpitaux de district et 5 hôpitaux nationaux)
- 3 hôpitaux de référence situés à Bujumbura

## Défis du système de santé
Le système de santé burundais fait face à plusieurs défis, notamment :
- Pénurie de personnel médical : en 2020, on comptait environ 0,1 médecin pour 1 000 habitants[3].
- Charge des maladies transmissibles : le paludisme, la tuberculose et le VIH/SIDA demeurent des problèmes majeurs de santé publique[4].
- Santé maternelle et infantile : le taux de mortalité maternelle reste élevé malgré les efforts du gouvernement pour améliorer l’accès aux soins prénatals et obstétricaux.
- Accès limité aux soins spécialisés : les soins de santé spécialisés sont principalement concentrés à Bujumbura, laissant les zones rurales sous-équipées.

## Réformes et initiatives
Des réformes ont été entreprises pour améliorer la qualité des soins, notamment :
- Gratuité des soins pour les femmes enceintes et les enfants de moins de cinq ans
- Programmes de vaccination nationaux contre les principales maladies infantiles
- Renforcement des capacités du personnel paramédical à travers des formations continues[6]

## Acteurs du secteur de la santé
Outre le gouvernement, plusieurs organisations internationales et ONG participent activement au renforcement du système de santé au Burundi. L’Organisation mondiale de la santé (OMS), Médecins Sans Frontières (MSF), et la Croix-Rouge collaborent avec les autorités locales pour répondre aux urgences sanitaires et soutenir les campagnes de vaccination.